# Inwersja nakrywająca

Dobowe zmiany warstw konwekcyjnych atmosfery.

Inwersja nakrywająca (ang. capping inversion) – w meteorologii i fizyce atmosfery oznacza występowanie inwersji temperatury, bezpośrednio nad planetarną warstwę graniczą (nakrywająca ją). 
Najniższa warstwa atmosfery, zwana warstwą graniczną, zwykle ogrzewa się od powierzchni ziemi. Ciepłe powietrze unosi się do góry w procesie zwanym konwekcją. Unoszące się ogrzane i wilgotne powietrze ochładza się i może powodować powstawanie chmur. Konwekcja powietrza bywa ograniczona przez występującą na pewnej wysokości inwersję temperatury.
Chociaż słowo „inwersja” oznacza, wzrost temperatury z wysokością, to w tej sytuacji jest używane szerzej i odnosi się do każdej stabilnej warstwy na górze warstwy granicznej. Inwersja nakrywająca jest częstą cechą atmosferycznej warstwy granicznej, turbulencje ujednorodniają powietrze w warstwie granicznej, a wyższe warstwy są średnio stabilne, co ze względu na zachowanie ciepła wymaga utworzenia stabilnej warstwy na górze granicy warstwy granicznej. Inwersja ta zatrzymuje wywołane przy powierzchni turbulencje i niesione nią zanieczyszczenia powietrza znajdujące się pod nią, powoduje że nie są przenoszone z powierzchni ziemi do wolnej atmosfery podczas dobrej pogody (tj. nie ma oporu, swobodnego poślizgu, braku ciepła ani wilgoci z powierzchni, a wiatry są prawie niewidoczne).